# 헬렌 셰이버
헬렌 셰이버(Helen Shaver, 1951년 2월 24일 ~ )는 캐나다의 배우, 감독이다.

## 출연 작품
- 해피 플레이스 (2020)
- 다운 리버 (2013)
- 버스데이 케이크 (2013)
- 프라이빗 프랙티스 (2007)
- 넘 (2007)
- D.C. 스나이퍼: 공포의 23일 (2003)
- 듀 이스트 (2002)
- 위 올 폴 다운 (2000)
- 커밍 아웃 (2000)
- 더 위싱 트리 (1999)
- 크래프트 (1996)
- 폴링 포 유 (1995, Falling for You)
- 나를 사랑한 고릴라 (1995)
- 불가사리 2 (1995)
- Without Consent (1994)
- 스위트 머더 (1993, Poisoned by Love: The Kern County Murders)
- 심야의 추적 (1993, Survive the Night)
- 사랑과 우정 (1992)
- 어머니의 향기 (1990)
- 형사와 금고털이 (1990)
- 스트라이커 - 광란의 댄서 (1989)
- 공룡시대 (1988)
- 빌리버스 (1987)
- 시티 솔저 (1986)
- SOS 로스트 (1986)
- 불행한 남자의 행복 (1986)
- 컬러 오브 머니 (1986)
- 데저트 하츠 (1985)
- 슈퍼 탱크 작전 (1984)
- 쌍둥이 에디슨 (1982)
- 가스 (1981)
- 커밍 아웃 얼라이브 (1980)
- 아미티빌의 저주 (1979)

### 텔레비전
- 폴터가이스트 - TV 시리즈 (1996-99)
- 제3의 눈 (1997-2000)
- 저징 에이미 (2001-05)
- 데드 라이크 미 (2003)
- The 4400 (2004)
- 로앤오더: 성범죄 전담반 (2008-11)
- 루머의 루머의 루머 (2017)